# Komjáthy Ági
Komjáthy Ági született Komjáthy Ágnes (Budapest, 1953. március 14.) magyar manöken, modell, közgazdász. Sokáig csak „Skála Ágiként” említették.

## Élete

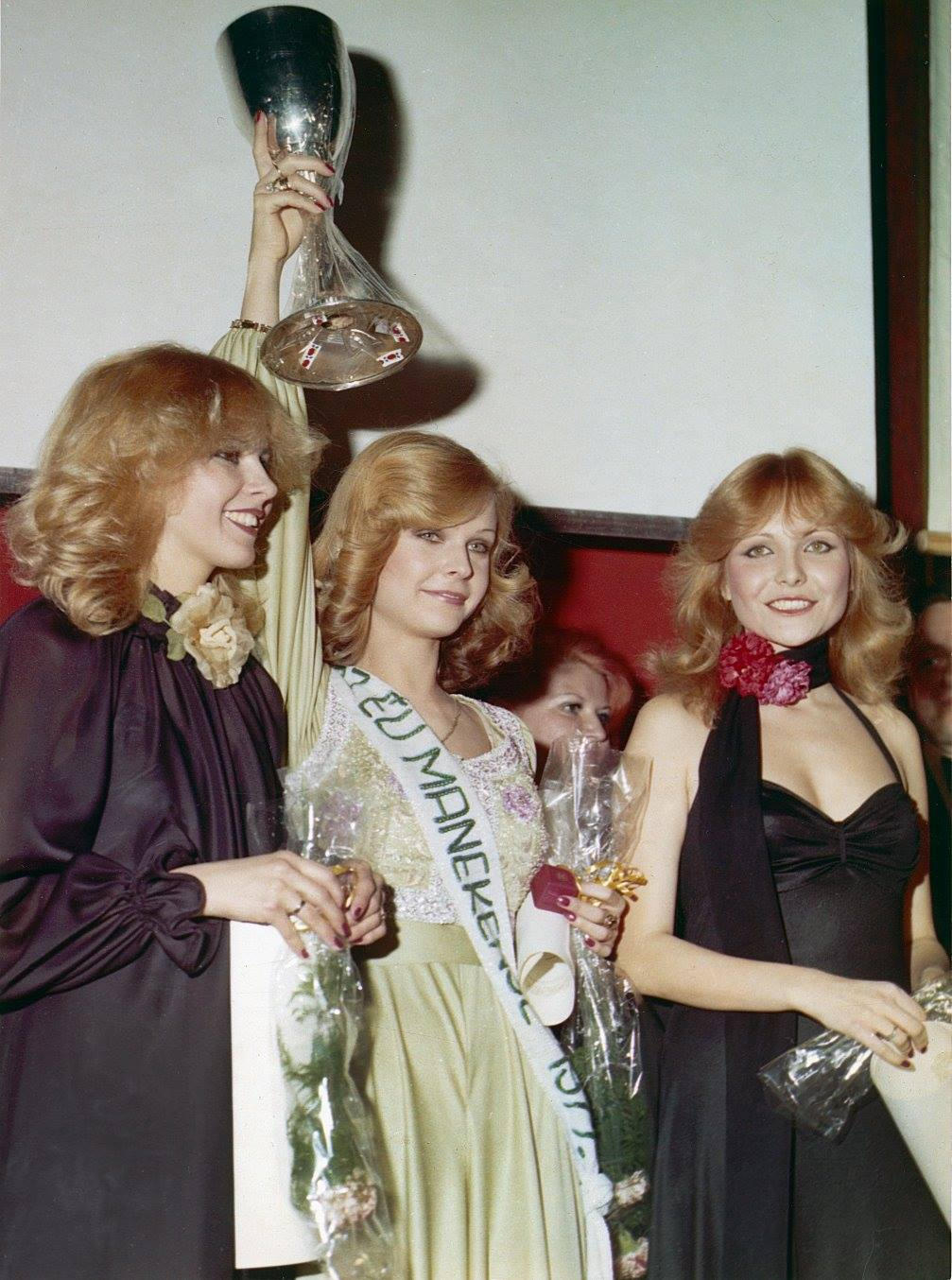
Az "Év manökenje" verseny 1977-es eredményhirdetése. Középen Komjáthy Ági Martin Gábor felvétele

1971-ben az Anna-bál szépévé választották. Érettségi után édesanyja nevezte be az Anna-bálra, ahová ő fiatalon nem jutott el, így lánya váltotta valóra az ő egykori álmát. 
1976-ban Skála névvel megnyílt a főváros első szövetkezeti nagyáruháza és háziasszonyt, hostesst kerestek az új áruház népszerűsítéséhez. A választás Komjáthy Ágnesre esett.
A  Marx Károly Közgazdaságtudományi Egyetemen végzett. Frissen diplomázott közgazdászként eredetileg vevőszolgálatosnak jelentkezett a Skálához, de a próbafotói annyira jól sikerültek, hogy a Skála áruház reklámarcaként szerették volna foglalkoztatni. Olyan hétköznapi, bájos lány után kutattak, akivel a vásárlók szívesen azonosulnának. Ezt azonban visszautasította, így a marketingosztályon ajánlottak fel neki pozíciót. Mivel modellként továbbra is szerették volna foglalkoztatni, a felajánlást végül elvállalta.  
Közel hét évig maradt reklámarca és háziasszonya az áruháznak.
Sokáig csak „Skála Ágiként”, illetve, a mai napig is az egyik legbájosabb reklámarcként emlegetik.
Az Ez a Divat szerkesztőség manökenjeként, az olvasók 1977. évi szavazatai alapján a Ki lesz az év manökenje verseny első helyezettje lett.
Jelen volt azon az eseményen is, amikor véglegesen elbontották a Budai Skála áruház épületét, hogy helyette egy modern bevásárlóközpontot építsenek. Komjáthy Ágnes felidézte itt, az 1976. április 2-i kezdetet, amikor az egykori BEAC-sportpálya helyén megnyitotta  kapuit a főváros első szövetkezeti áruháza. Demján Sándor, a cég első igazgatója a bécsi Staffa mintájára alakította ki az ország akkori legnagyobb, 20 500 négyzetméteres áruházát. Sok divatfotó jelent meg róla az Ez a Divat divatlapban is és egyéb újságokban, de a mai napig a Skála reklámarcaként ismerik.
Férjezett, házasságából két gyermek született, egy fiú, és egy lánygyermek.